# Schleuse Hohenwarthe
Die Schleuse Hohenwarthe ist ein Abstiegsbauwerk, das im Rahmen des Wasserstraßenkreuzes Magdeburg ausgeführt wurde. Sie schließt die Osthaltung des Mittellandkanals nach Osten ab und dient der Überwindung des unterschiedlichen Wasserspiegels zwischen der Kanalhaltung des Mittellandkanals westlich und des nur 200 m weiter östlich beginnenden Elbe-Havel-Kanals. Sie wurde im Oktober 2003, zusammen mit der Kanalbrücke Magdeburg, eröffnet.

## Bau
Am 12. Oktober 1999 wurde der Grundstein für die Schleusenanlage Hohenwarthe gelegt. Durch eine Arbeitsgemeinschaft (ARGE), bestehend aus den Firmen Heitkamp Ingenieur- und Kraftwerksbau, Bauer Spezialtiefbau GmbH und MG Engineering Stahlbau Plauen GmbH wurden die Arbeiten schon Anfang 1999 auf dem Baufeld begonnen. An dieser Stelle stand zuvor der Tiefbauteil des nun völlig überbauten Doppel-Schiffshebewerkes Hohenwarthe, dessen Bau infolge des Zweiten Weltkrieges ungefähr 1941 eingestellt wurde.

### Vorbereitende Arbeiten
Bevor mit dem Bau begonnen werden konnte, wurden die im Laufe der vergangenen 60 Jahre bewachsenen Flächen gerodet. Weiterhin mussten auf über 40 Hektar Kampfmittel gesucht und alte Betonbauwerke abgebrochen und entsorgt werden. Die eigentlichen Bauarbeiten bedingten eine Tiefenverdichtung des Untergrundes in Teilbereichen des Baufeldes, damit die Stabilität des Baugrundes gewährleistet ist.

### Gründung/Geotechnische Besonderheiten
Um die Baugrube im Trockenen herstellen zu können, war es notwendig, eine bis zu 50 m tiefe Dichtwand um die zukünftige Baugrube herzustellen. Diese Dichtwand bindet in den oberen Grundwasserstauer (horizontale wassersperrende Schicht) ein und dichtet so die Baugrube gegen das anstehende Grundwasser ab. Die notwendige Dichtwandfläche betrug etwa 44.000 m². Die Dichtwand wurde zum Teil mit einer Dichtwandfräse und zum Teil mit einem Schlitzgreifer hergestellt.
Nach Herstellung der Dichtwand konnte das darin befindliche Grundwasser entfernt und die Baugrube ausgehoben werden. Zeitgleich, mit zunehmendem Aushub, erfolgte die Sicherung der Baugrubenwände mit einer Trägerbohlwand. Nachdem die Baugrube hergestellt war, wurde damit begonnen, die Pfahlgründung für die Schleusenanlage herzustellen. Die Pfahlgründung besteht aus etwa 1248 Großbohrpfählen mit einem Durchmesser von 88 cm, die bis zu 21 m lang sind. Die Pfahlgründung überträgt die Bauwerkslasten auf die in dem Bereich in unterschiedlicher Höhe anstehende tragende Schicht, einen Geschiebemergel.

### Konstruktive Besonderheiten
Die Abmessungen der Nutzlängen der beiden Kammern sowie das Prinzip der Sparschleuse stimmen mit der Schleusenanlage Rothensee überein. Obwohl sich die Schleusen äußerlich gleichen, gibt es doch erhebliche bauliche Unterschiede.
Die Schleusenanlage steht auf einer gemeinsamen, fugenlosen Sohlplatte, die ca. 245 m lang und 55 m breit ist. Die Höhe der Sohlplatte beträgt 5,5 m. In die Sohle ist das Grundlaufsystem integriert, durch das das Wasser von den Längskanälen und den Sparbecken über Füllschlitze in der Sohle in die Schleusenkammern geleitet wird. Ebenso werden die Wassermengen (ca. 60 Prozent) von der Schleusenkammer über das Grundlaufsystem an die Sparbecken abgegeben.
Die Schleusenkammern sind in 14 Kammerblöcke unterteilt, die mit Dehnfugen versehen sind, um die auftretenden Bauwerksbewegungen aufzunehmen.
Zwischen beiden Schleusenkammern befindet sich eine 12,5 m breite Mittelmole, in deren Fuß die zu den Schleusenkammern gehörenden Längskanäle integriert sind. Die Höhe der Schleusenkammerwände beträgt 24,45 m. Die zur Schleusenanlage gehörenden Maschinenhallen, die die Verschlüsse für die drei Sparbeckenreihen auf jeder Seite beherbergen, sowie das Pumpwerk im Unterwasser, stehen ebenfalls auf einer Pfahlgründung.

### Maschinentechnische Ausstattung
Im Pumpwerk der Schleusenanlage befinden sich drei Pumpen mit einer Leistung von je 3,5 m³/s. Die Steuerung der Schleusenvorgänge sowie die Aufnahme der Fahrzeugdaten erfolgt im zentralen Bedienstand, der sich am Unterhaupt zwischen beiden Schleusenkammern befindet. Von hier aus hat das Personal die beiden Schleusenkammern sowie den oberen und unteren Vorhafen im Blick.
Als Schleusentore kommen im Oberhaupt torsionssteife Zugsegmenttore als Klapptore mit angeflanschter Antriebsscheibe zum Einsatz, die einseitig durch Hydraulikzylinder angetrieben werden. Das Gewicht eines Obertores beträgt ca. 35 Tonnen. Die Untertore sind als Faltwerkskonstruktion als überstaute Hubtore ausgeführt. Der Antrieb erfolgt über je zwei Hydraulikzylinder, die auf dem Planum aufgestellt sind. Das Gewicht eines Untertores beträgt etwa 130 Tonnen.

### Verkehrsübergabe
Das Richtfest an der Schleusenanlage Hohenwarthe fand am 14. Mai 2002 statt. Die Schleusenanlage Hohenwarthe wurde am 10. Oktober 2003, im Zuge der Eröffnung des Wasserstraßenkreuzes Magdeburg, feierlich dem Verkehr übergeben.

### Bergfahrt
Da die Bergfahrt auf dem Mittellandkanal nicht dem tatsächlichen Höhenverlauf folgt, sondern in der Binnenschifffahrtsstraßen-Ordnung als Fahrt in Richtung Elbe-Havel-Kanal definiert ist, ergibt sich an der Schleuse Hohenwarthe die Situation, dass ein Bergfahrer tatsächlich hinab geschleust wird.

## Bilder

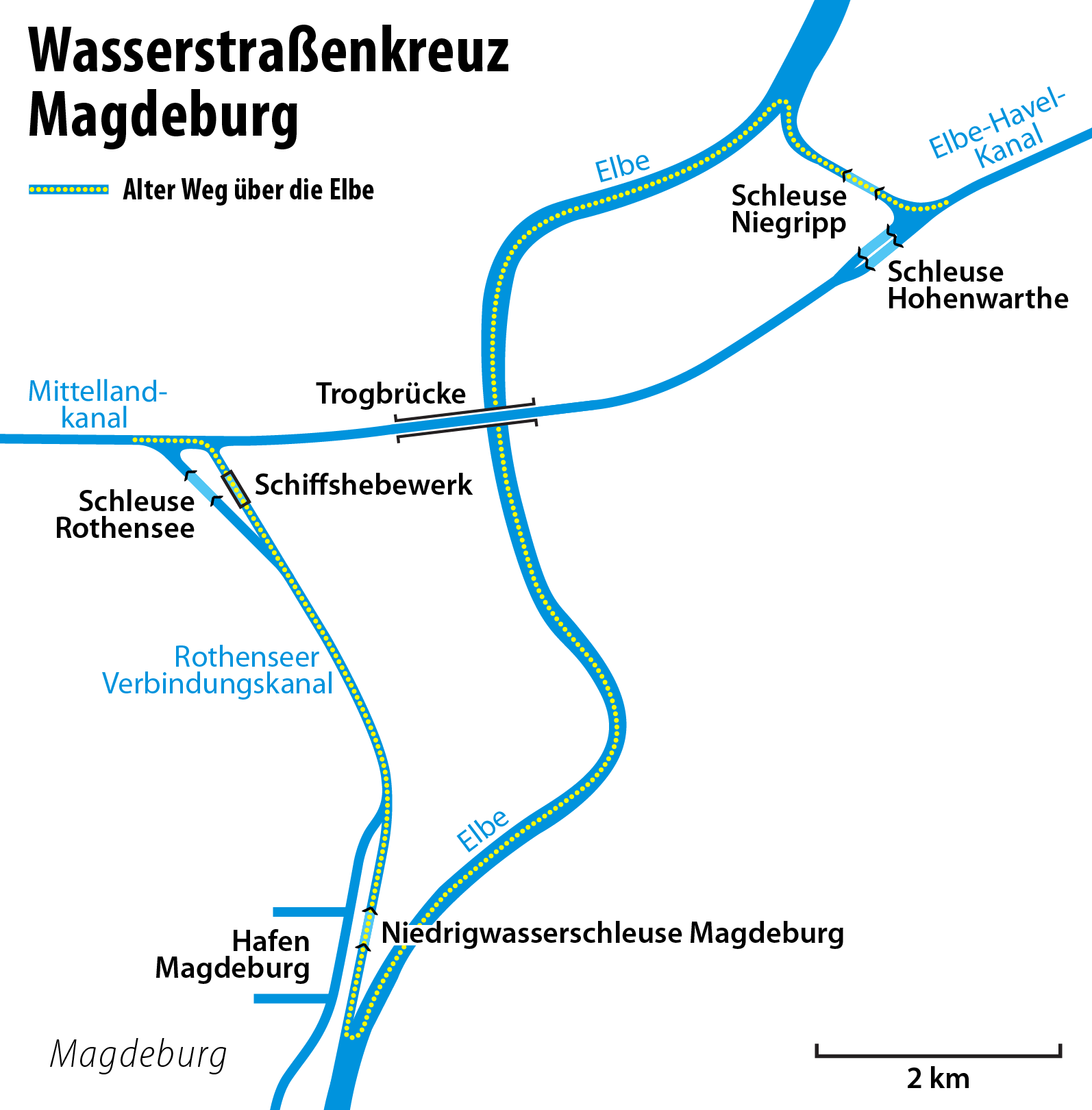
Lage der Schleuse im Wasserstraßenkreuz Magdeburg
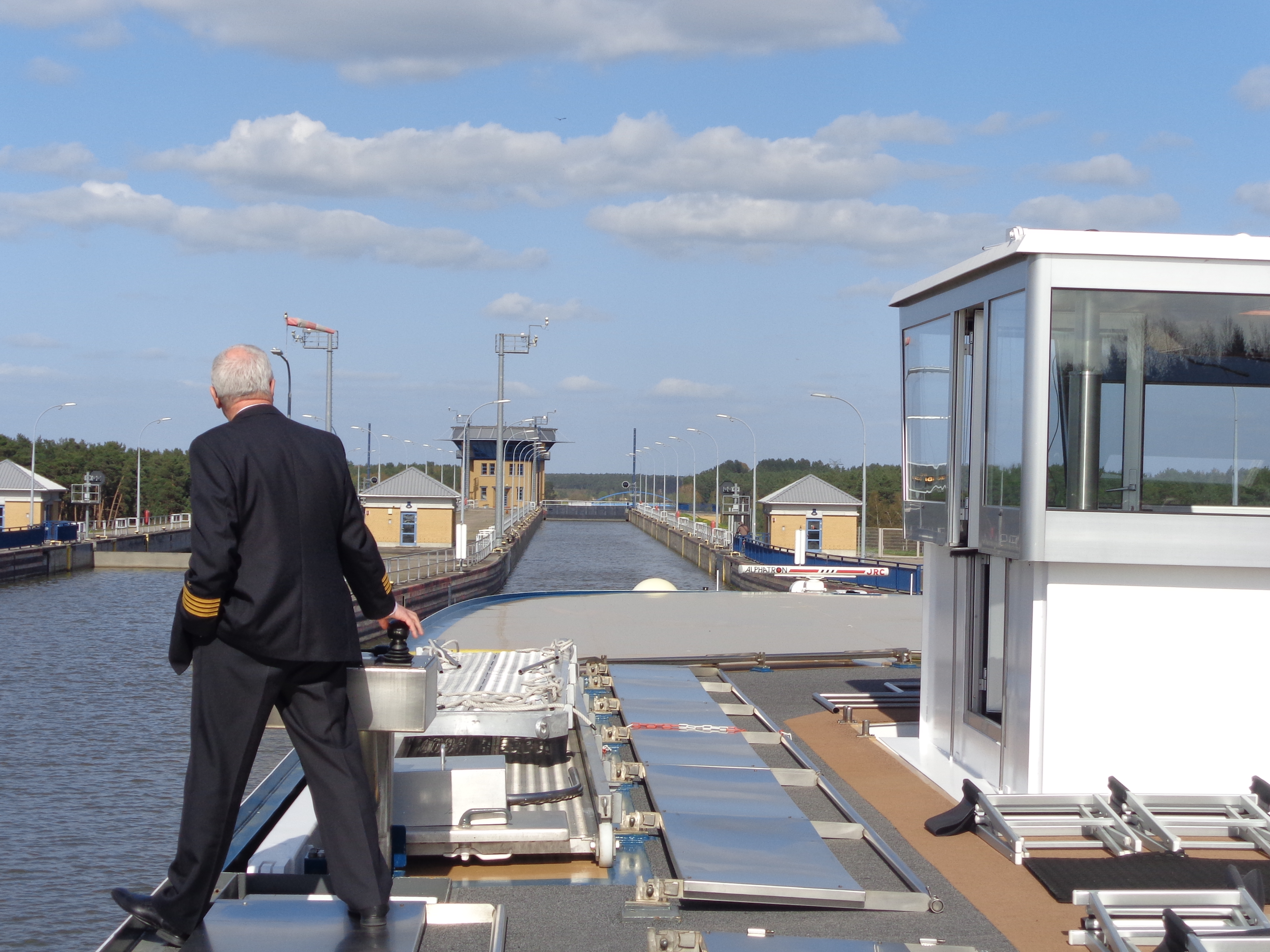
Westeinfahrt
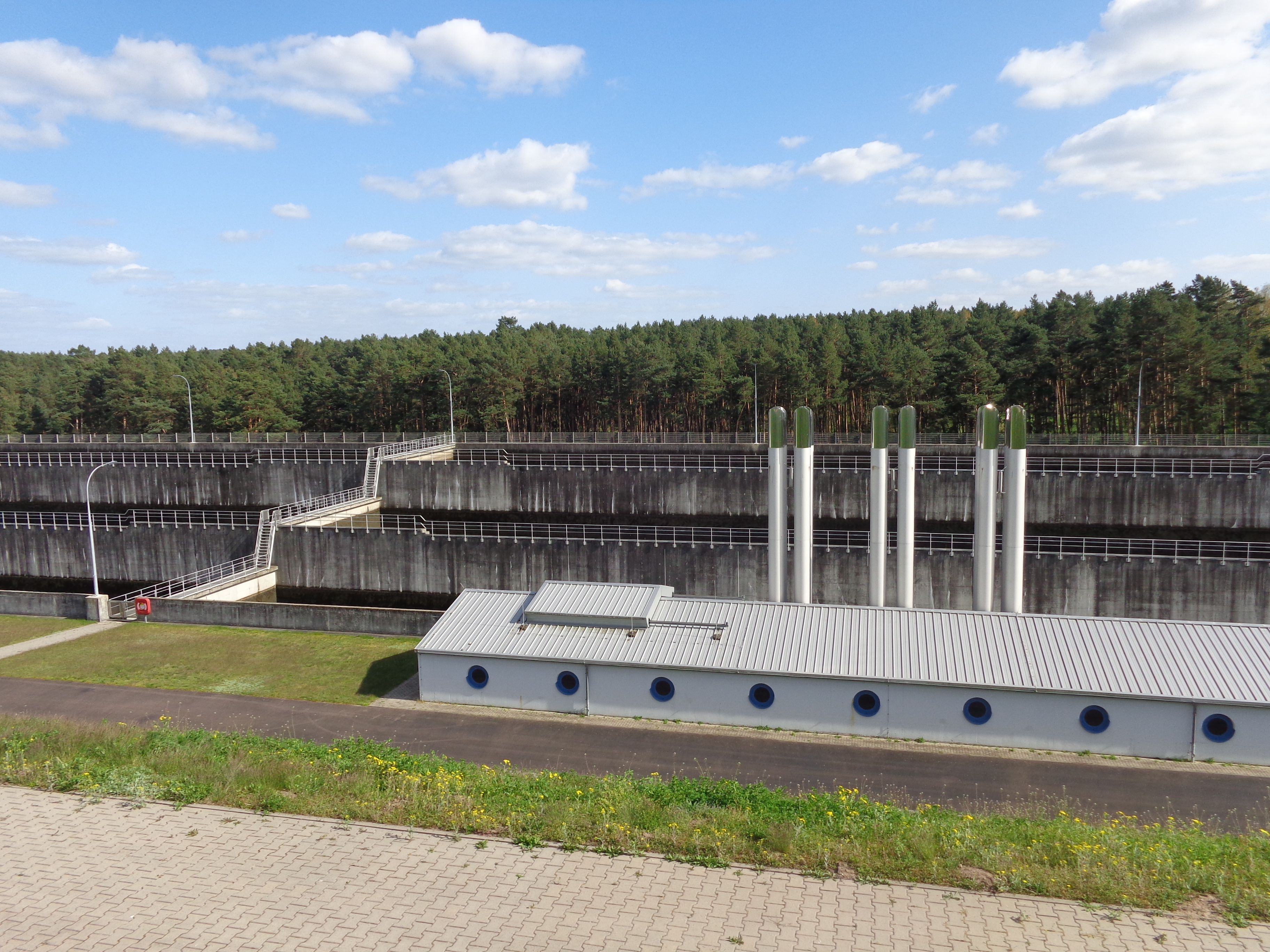
Ausgleichsbecken
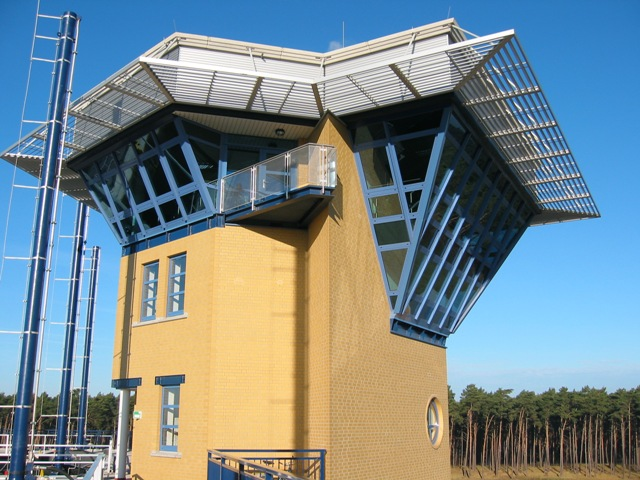
Schleusenbetriebsgebäude von Süden gesehen
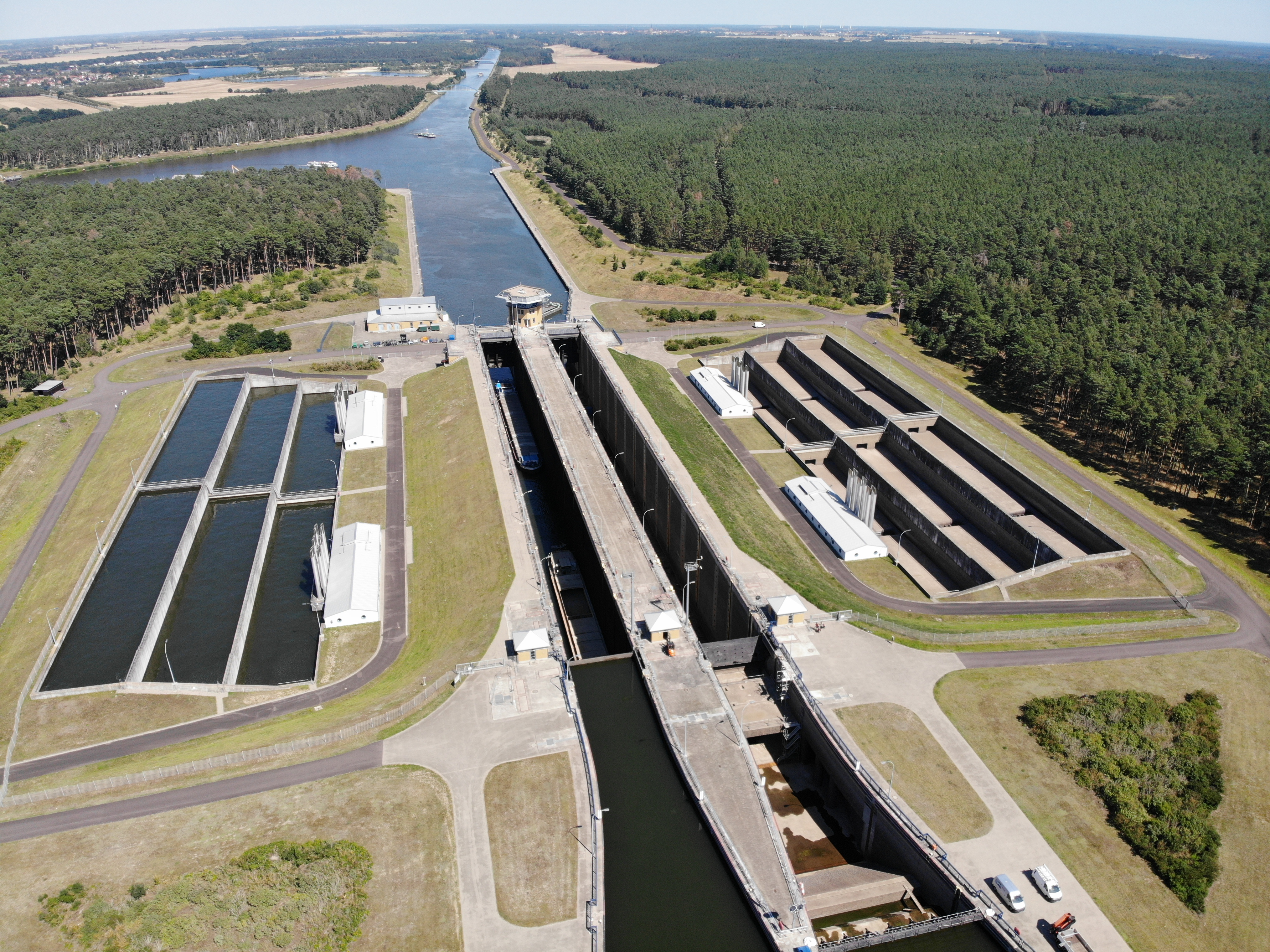
Blick über die beiden Schleusenkammern
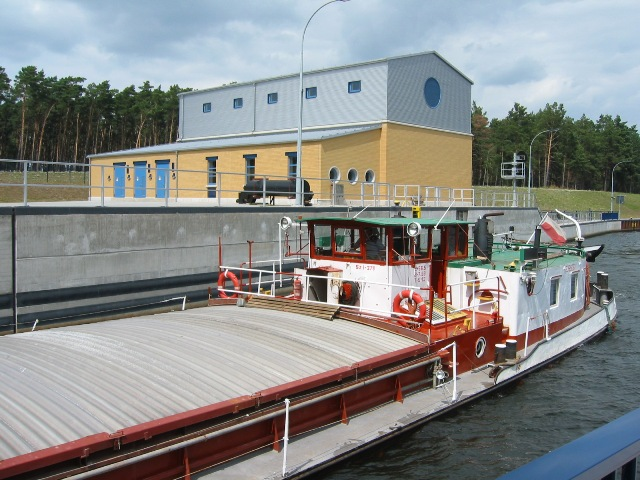
Pumpwerk Hohenwarthe

## Technische Daten
| Stahlbeton                   | 320.000 m³   |
| Bewehrungsstahl              | 35.000 t     |
| Erdbewegung                  | 2.000.000 m³ |
| Spundwandstahl               | 4.500 t      |
| Stahlwasserbaukonstruktionen | 2.000 t      |
| Großbohrpfähle               | 20 m         |
| Schlitzdichtwand             | 44.000 m²    |
| Spundwand                    | 23.000 m²    |
| Spundwandverankerung         | 12 m         |
| Tiefenverdichtung            | 28 m         |